# Talk Is Cheap
Talk Is Cheap ist das erste Studioalbum des Rolling-Stones-Gitarristen Keith Richards. Es erschien am 3. Oktober 1988 auf Virgin Records. Seine Begleitband hieß X-Pensive Winos.

## Entstehungsgeschichte

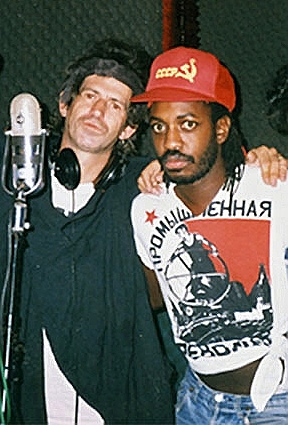
Keith Richards (links) und Steve Jordan während Aufnahmen für das Album, New York 1988

1987 befanden sich die Rolling Stones in einer großen Krise. Die Differenzen zwischen Mick Jagger und Keith Richards waren auf einem neuen Höhepunkt. Mick Jagger widmete sich in den 1980er-Jahren vorwiegend seiner Solokarriere, 1987 veröffentlichte er sein zweites Soloalbum Primitive Cool. Keith Richards beschloss daraufhin, ebenfalls ein Album ohne die Rolling Stones zu veröffentlichen. Die meisten Mitglieder seiner Begleitband X-Pensive Winos kannte er bereits von den Arbeiten an der Chuck-Berry-Dokumentation Hail! Hail! Rock ’n’ Roll.
Talk Is Cheap wurde in den Air Studios in Montserrat (Karibik) und im Le Studio in Montreal (Kanada) aufgenommen. Richards schrieb die Stücke gemeinsam mit Schlagzeuger Steve Jordan und produzierte mit diesem auch das Album.
Nach der Veröffentlichung ging die Band auf Tour durch elf Städte in den USA. Sie spielte fast ausschließlich eigene Stücke. Für 2019 wurde eine komplette Neuausgabe der Platte mit umfangreichen Bonusmaterial angekündigt.

## Musikstil
Stilistisch lässt sich das Album nicht einordnen. I Could Have Stood You Up (mit dem ehemaligen Rolling-Stones-Gitarristen Mick Taylor als Gast) ist klassischer Rock ’n’ Roll, andere Songs spiegeln Richards Vorliebe für Reggae wider. Die Titel besitzen allesamt einen sehr groovenden, filigranen Rhythmus, für den auch Richards Gitarrenspiel bekannt ist. Keith Richards fordert, dass „der Roll“ in der Rockmusik wieder mehr Gewicht bekommen muss: „Jeder redet heutzutage über Rock; Das Problem dabei ist, sie vergessen den Roll.“
Der Titel You Don’t Move Me wird wegen diverser Äußerungen im Text, die sich auf Mick Jagger beziehen lassen, als Abrechnung mit Richards’ ‚Glimmer Twin‘ verstanden.

## Singles
Take It So Hard, Make No Mistake (mit Sarah Dash als Gesangspartnerin) und Struggle (als Promo-CD) wurden als Singles veröffentlicht.

## Titelliste
Sämtliche Stücke wurden von Keith Richards und Steve Jordan geschrieben.
1. Big Enough – 3:20
2. Take It So Hard – 3:12
3. Struggle – 4:05
4. I Could Have Stood You Up – 3:10
5. Make No Mistake – 5:03
6. You Don’t Move Me – 4:47
7. How I Wish – 3:32
8. Rockawhile – 4:35
9. Whip It Up – 3:58
10. Locked Away – 5:49
11. It Means a Lot – 5:21